# Baissea
Baissea é um género botânico pertencente à família Apocynaceae.

## Espécies
- Baissea axillaris
- Baissea baillonii
- Baissea campanulata
- Baissea erythrosticha
- Baissea floribunda
- Baissea gracillima
- Baissea klaineana
- Baissea lane-poolei
- Baissea leonensis
- Baissea leontonori
- Baissea longipetiolata
- Baissea major
- Baissea malchairii
- Baissea multiflora
- Baissea myrtifolia
- Baissea ochrantha
- Baissea subrufa
- Baissea tholonnii
- Baissea uropetala
- Baissea viridiflora
- Baissea welwitschii
- Baissea wulfhorstii
- Baissea zygodioides